# ساحة الوئام المدني
ساحة الوئام المدني، سميت سابقًا بـ ساحة أول ماي، هي ساحة تقع في بلدية سيدي امحمد في الجزائر العاصمة. هي مفترق الطرق لعدة شوارع منها شارع حسيبة بن بوعلي.

## الوصول
يمكن الوصول إلى ساحة الوئام المدني عبر الخط 1 لمترو الجزائر العاصمة إلى محطة أول ماي، وكذلك عبر خطوط إيتوزا للحافلات: 07، 10، 14، 15، 16، 19، 48، 65، 79، 88، 89، 90، و 99.